# 2011 في المغرب
فيما يلي قوائم الأحداث التي وقعت خلال عام 2011 في المغرب.

## أحداث
- 26 يوليو – حادث طائرة هيركوليز للقوات الجوية الملكية المغربية
- 25 نوفمبر – الانتخابات التشريعية المغربية 2011
- 28 أبريل - تفجير مراكش 2011

## سياسة

### تعيين في المنصب
- 29 نوفمبر – عبد الإله ابن كيران رئيس حكومة المغرب.
- 6 ديسمبر – رشاد بوهلال سفير المغرب لدى الولايات المتحدة.
- 6 ديسمبر – عمر زنيبر سفير المغرب لدى ألمانيا.

### انتهاء فترة المنصب
- 5 ديسمبر – عمر زنيبر سفير المغرب لدى النمسا.
- 6 ديسمبر – رشاد بوهلال سفير المغرب لدى ألمانيا.

## أفلام
من الأفلام التي صدرت هذه السنة في المغرب:
- 1 يناير – الحاج عيبود من إخراج جمال بلمجدوب.
- 1 يناير – النهاية من إخراج هشام العسري.
- 1 يناير – عين النساء من إخراج رادو ميهالينو.
- 1 يناير – نساء في المرايا من إخراج سعد الشرايبي.
- 12 سبتمبر – موت للبيع من إخراج فوزي بنسعيدي.
- فيلم (فيلم مغربي) من إخراج محمد أشاور.

## كتب
من الكتب التي صدرت هذه السنة في المغرب:
- 1 يناير – الدراما اللغوية المغربية من تأليف فؤاد العروي.

## وفيات

### يناير
- 1 يناير – أبو سليمان الناصر (مواليد 1953)
- 8 يناير – محمد العلمي التازي (مواليد 1930) سياسي مغربي.

### فبراير
- 6 فبراير – أحمد البوعناني (مواليد 1938)[1]

### أغسطس
- 21 أغسطس – عبد الرحيم الهاروشي (مواليد 1944)
- 31 أغسطس – عبد الرحمن محجوب (مواليد 1929) لاعب كرة قدم فرنسي.

### سبتمبر
- 4 سبتمبر – عائشة أميرة المغرب (مواليد 1930) دبلوماسية مغربية.[2]
- 29 سبتمبر – عبد النبي الجراري (مواليد 1924) موسيقار مغربي.

### أكتوبر
- 3 أكتوبر – زكرياء الزروالي (مواليد 1978) لاعب كرة قدم مغربي.[3]

### نوفمبر
- 21 نوفمبر – صالح الشرقي، (88سنة) ، موسيقار مغربي.[4]
- 16 نوفمبر – علي لغزيوي، كاتب مغربي.